# Mengálvio Pedro Figueiró
Mengálvio Pedro Figueiró (17 de desembre de 1939) és un exfutbolista brasiler.

## Selecció del Brasil
Va formar part de l'equip brasiler a la Copa del Món de 1962.